# بحيرة تالكاس
تالكاس (الروسية: Талкас. الباشكيرية: Талҡаҫ) هي بحيرة المياه العذبة ذات الأصل التكتوني في بايماكسكي، باشكورتوستان، روسيا. ويحتل الحوض حوضًا ضيقًا بين الأنهار.

## الموقع
تقع على المنحدر الغربي لجبل ايريندايك، وهو جزء من سلسلة الأورال.
تقع قرية إيشيانوفو (170 نسمة حسب تعداد عام 2010) على الساحل الجنوبي منها. وعلى بعد 4 كيلومترات جنوب شرق تقع قرية توبنسكي (سيلو الآن). الشواطئ الشمالية والجنوبية لطيفة، ومستنقعات في الأرض، والشواطئ الغربية والشرقية أكثر حدة، والساحل الشرقي غالبًا ما يكون صخريًا، مغطى بغابات ألدر، بيرش، لارك، أما الساحل الغربي فقد كان مغطى ا أيضًا بالغابات من قبل، لكن بسبب إزالة الغابات تحولت تدريجياً إلى غابة بتول.
البحيرة أيضا تحتوي على مجرى مائي موسمي يصب في نهر شغور - أحد روافد تاناليك. في عام 1978 تم تعيين البحيرة نصبا طبيعيا. بسبب مياهها النظيفة فغالباً ما تسمى البحيرة «لؤلؤة الأورال».

## الموارد الطبيعية
ويسكن البحيرة السرطان، التنش، السمك الأبيض، الرمحي، الدنيس، الفرخ أوروبي، الصرصور، ويقال ان بها سمك الروش. على ضفاف التعشيش الغطاس أسود الحنجرة، والأسقطور المخملي. على الساحل الشرقي على عمق 8-10 أمتار تقع ردغة عضوية، الرواسب السفلية المستخدمة في العلاج بالطين.

## الموارد الترفيهية
نظرًا للنقاء الاستثنائي للمياه والمناظر الطبيعية الخلابة، تعد البحيرة واحدة من أكثر الوجهات السياحية شعبية في جنوب الأورال (وغالبًا ما تسمى «لؤلؤة الأورال»). يقع على بعد 300 متر من حافة المياه مصحة «تالكاس» (التي بنيت في عام 1931).

## أدب
- بيلسك. المساحات المفتوحة. - 2001. - رقم 11. - ص 131-138.
- Savchenko T. على شواطئ Bashkir Baikal / T. Savchenko // Resp. باشكورتوستان. - 1 يوليو 2004. - .

## وصلات خارجية
- على طول مسارات جبال الأورال الجنوبية. معرض الصور لبحيرة تالكاس
- المادة المرجعية. بحيرة توكاس.
- جولة افتراضية في بحيرة تالكاس